# یواس‌اس پکویین (۱۹۱۷)
یواس‌اس پکویین (۱۹۱۷) (به انگلیسی: USS Pequeni (1917)) یک کشتی بود که طول آن ۶۸ فوت (۲۱ متر) بود. این کشتی در سال ۱۹۱۷ ساخته شد.